# Rivière Hall
Rivière Hall är ett vattendrag i Kanada.   Det ligger i provinsen Québec, i den sydöstra delen av landet, 300 km öster om huvudstaden Ottawa.
I omgivningarna runt Rivière Hall växer i huvudsak blandskog. Runt Rivière Hall är det mycket glesbefolkat, med 6 invånare per kvadratkilometer.